# Anna Kienzer
Anna Kienzer (* 19. Juli 1990) ist eine ehemalige österreichische Skispringerin.
Kienzer, die für den SV Villach startet, gab am 14. Januar 2007 ihr Debüt im Skisprung-Continental-Cup. In den ersten Springen blieb sie jedoch erfolglos und scheiterte jeweils bereits im ersten Durchgang. Am 18. August 2007 gelang ihr in Bischofshofen erstmals der Sprung in die Punkteränge. Anschließend blieb sie erneut erfolg- und punktlos. Bei der Junioren-Weltmeisterschaft 2010 in Hinterzarten erreichte Kienzer den 29. Platz von der Normalschanze. Die Saison 2009/10 beendete sie auf dem 71. Platz der Continental-Cup-Punkte. Nach dieser Saison beendete sie ihre Karriere.